# الدوري البريطاني لكرة السلة للسيدات
الدوري البريطاني لكرة السلة للسيدات (بالإنجليزية: Women's British Basketball League)‏ هو دوري كرة سلة للسيدات في المملكة المتحدة تأسس في 5 يونيو 2014 تلعب فيه 10 فرق.

## وصلات خارجية
- الموقع الرسمي